# Chiesa di Santa Cristina (Folgaria)
La chiesa di Santa Cristina è la parrocchiale di Serrada, frazione di Folgaria in Trentino. Appartiene alla zona pastorale Valsugana - Primiero dell'arcidiocesi di Trento e risale al XVII secolo.

## Storia

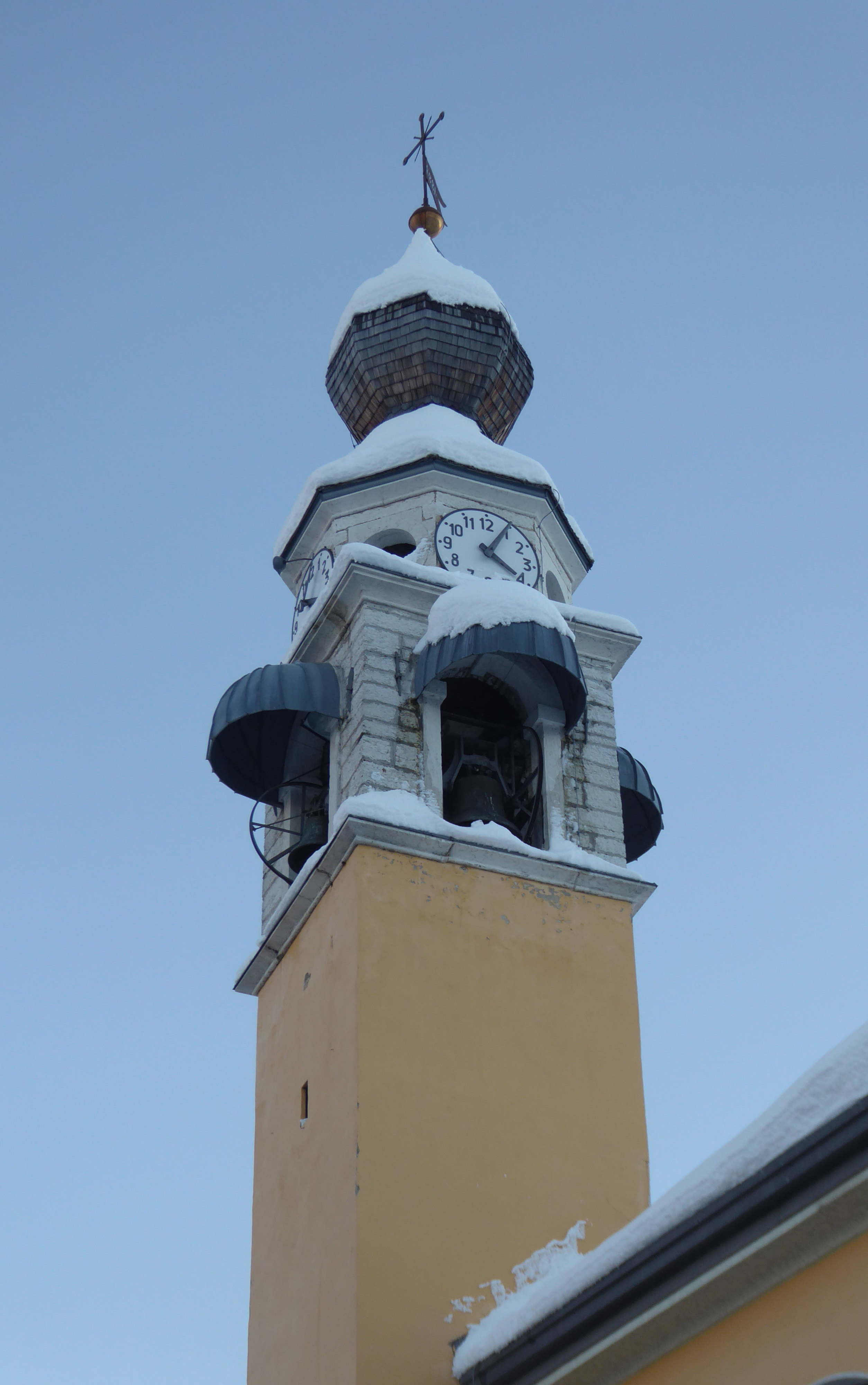
Parte superiore della torre campanaria

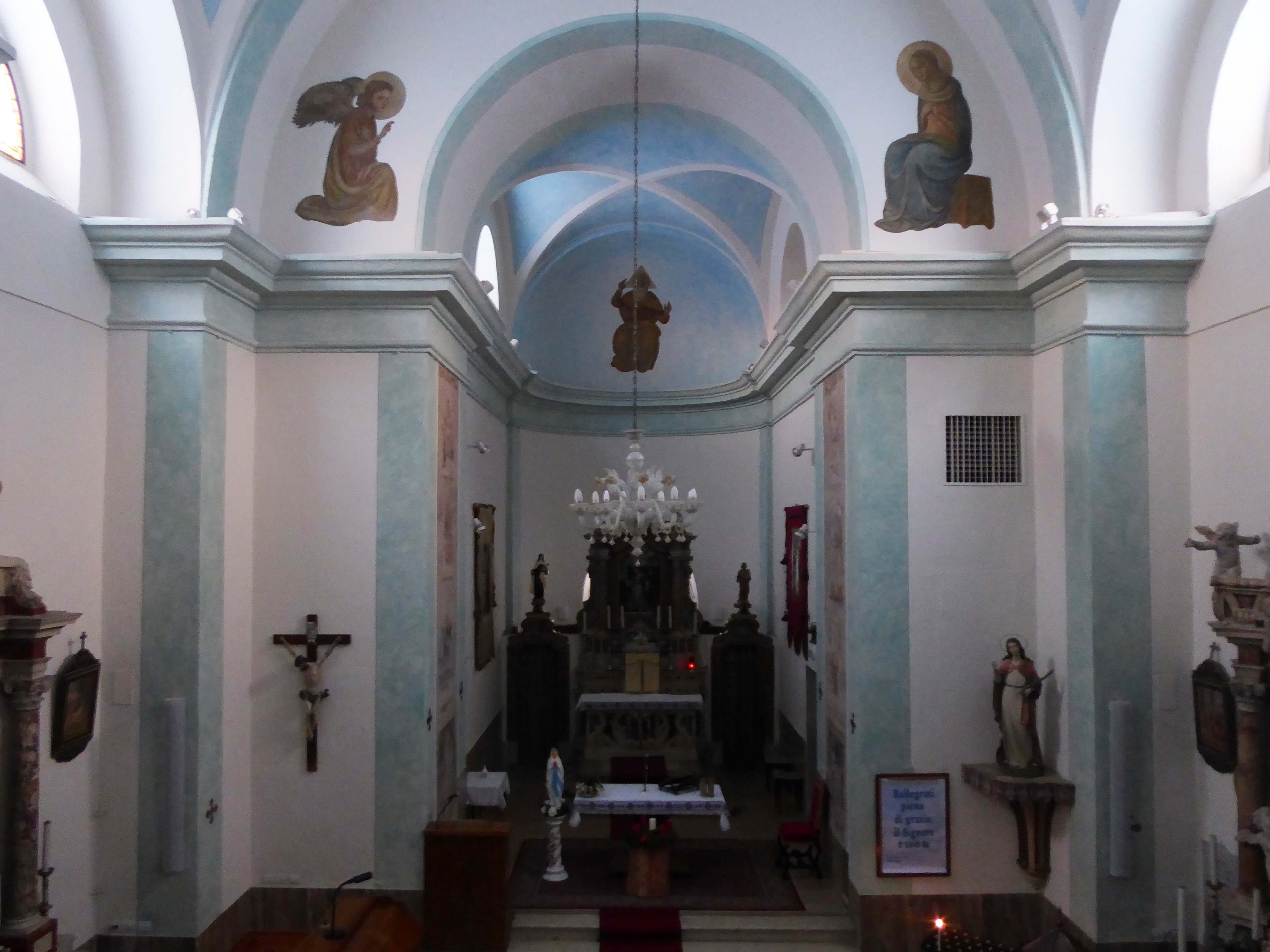
Interno della chiesa di Santa Cristina

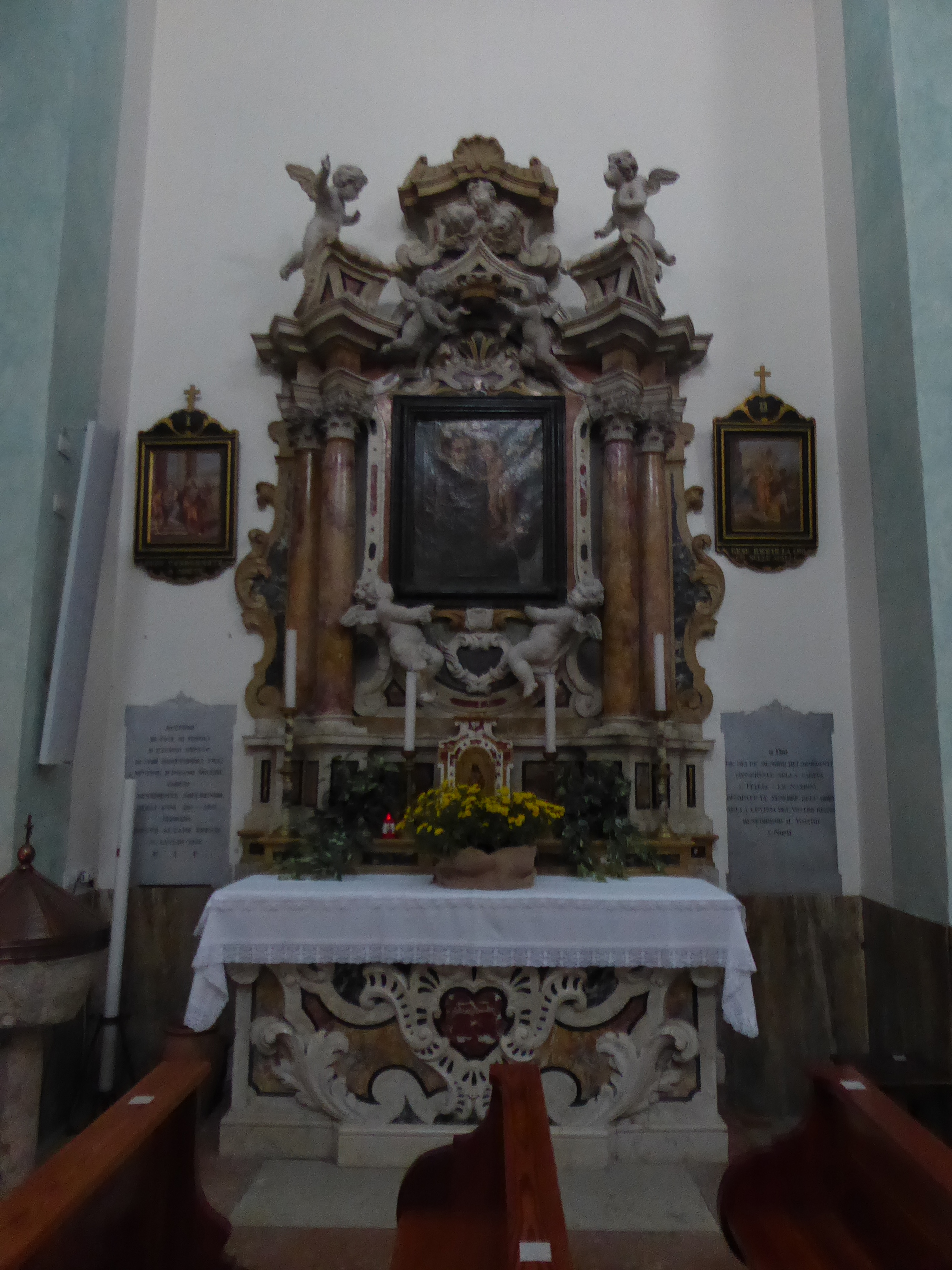
Altare laterale destro con pregiata pala del XVII secolo

Il primo luogo di culto a Serrada con dedicazione a Santa Cristina risale almeno al 1389. Si trattava di una piccola cappella posta in posizione elevata sul versante del monte Finonchio, leggermente staccato dal centro abitato. Una prima attestazione su documenti di tale presenza risale al 1430.
A partire dal 1664, considerando le dimensioni non più sufficienti del primitivo edificio, venne aperto il cantiere per una nuova chiesa che fu chiuso sei anni dopo, nel 1670. Il primitivo luogo di culto, ritenuto ormai inutile, venne abbattuto e al suo posto venne lasciata solo una croce, per ricordarla.
Il 5 febbraio 1680 venne elevata a espositura della chiesa di San Lorenzo, la pieve di Folgaria. Pochi anni dopo, nel 1708, fu oggetto di ampliamenti che fecero diventare la chiesa un edificio di struttura solida, tradizionale, con pianta rettangolare e facciata a capanna con due spioventi.
Ebbe la concessione della custodia dell'Eucaristia nel 1750 e del fonte battesimale nel 1760. Nel 1784 venne consacrato il primo camposanto della comunità (sino ad allora i resti dei defunti venivano portati a Folgaria). Dal 1810 venne elevata a dignità curaziale, sempre legata alla parrocchia di Folgaria.
Attorno al 1840 venne completamente riedificata in forme neoclassiche e fu solennemente consacrata il 23 luglio 1877. Nel 1883 fu restaurata la copertura a cipolla del campanile con nuove scandole in legno.
Nel 1945 il pittore Diego Costa arricchì di decorazioni ad affresco il presbiterio, vicino all'arco santo, col ciclo pittorico Storie di Santa Cristina e nel 1946 Vittorio Casetti dipinse l'arco santo e il catino absidale con Dio Padre benedicente.
Venne elevata a dignità di chiesa parrocchiale il 3 febbraio 1964. Un ultimo ciclo di restauri è stato realizzato nel 2009.

## Descrizione

### Esterno
La chiesa di Santa Cristina, che ha orientamento verso sud-est, ha un aspetto neoclassico, frutto della sua ricostruzione ottocentesca. Il prospetto principale, a capanna, con una cornice in pietra a vista e un grande frontone triangolare, ha il portale di accesso architravato al quale si accede da una breve scala. Entrambe le fiancate laterali hanno, in altro, due finestre a semiluna che portano luce alla sala. La torre campanaria, addossata e in parte compresa nella struttura, si trova sul lato sinistro. La cella campanaria si apre con quattro finestre a monofora ognuna con una caratteristica tettoia ricurva a protezione. Sopra vi è l'orologio e la copertura è a cipolla.

### Interno
La navata interna è unica e suddivisa in due campate. Il presbiterio è rialzato e l'abside ha base semicircolare. Sull'altare maggiore la piccola pala che raffigura	Santa Cristina. Sull'altare laterale a destra la pregiata pala del XVII secolo attribuita a maestri veneti.